# Lorenza Haynes
Lorenza Haynes (15 de abril de 1820 - 6 de junio de 1899) fue una bibliotecaria, ministra, fundadora de escuela, sufragista y escritora estadounidense. 
Hayne comenzó su carrera temprana como maestra, trabajando en escuelas en Lonsdale, Rhode Island, así como en Leicester y Lowell, Massachusetts. En 1854, abrió una escuela privada en Rochester, Nueva York, y desde 1856 hasta 1860, fue la directora de un seminario para mujeres jóvenes allí. La mala salud obligó a una jubilación temporal de cuatro años, después de lo cual sirvió seis años como la primera bibliotecaria de la Biblioteca Pública de Waltham, Massachusetts. Durante este período, ella se hizo íntima con Olympia Brown y Mary A. Livermore. En 1872, después de retirarse de la biblioteca, ingresó a la Universidad de St. Lawrence, Canton, Nueva York, y antes de completar el curso allí, fue llamada al pastorado de la Iglesia Universalista en Hallowell, Maine. Lorenza pronunció su primer sermón como pastor el 26 de julio de 1874. Mientras ocupaba este lugar, ofició como capellán en la Cámara de Representantes y también en el Senado, en Augusta, Maine ; Esta fue la primera vez que una mujer actuaba en esa capacidad en ese Estado. También sirvió como capellán de la Casa del Soldado en Togus. En 1876, fue a la iglesia de Marlboro, Massachusetts, y luego realizó pastorado en Fairfield, Maine, Skowhegan, Maine, Rockport, Massachusetts y Pigeon Cove, Massachusetts. Haynes, Phebe Ann Coffin Hanaford y Mary H. Graves fueron las primeras mujeres de Massachusetts en convertirse en ministras cristianas. 

## Primeros años y educación
Lorenza Haynes nació en Sudbury, Massachusetts, el 15 de abril de 1820. Era la menor de nueve hijos (un hijo, ocho hijas), siendo sus padres Anna (Carr) y Gideon Haynes. Lorenza era una descendiente directa de Walter Haynes, quien vino de Inglaterra con su familia en 1638. Al año siguiente, le compró a Cato, un nativo americano, por la suma de cinco libras, una extensión de tierra, ahora la ciudad de Sudbury, Massachusetts. Haynes es de la séptima generación, todos los cuales, incluida la familia de su padre, nacieron en Sudbury. El lado materno desciende de los Scotch.
Desde la infancia, Haynes mostró un interés inusual en los libros y, criada en una ciudad que tenía una biblioteca y un curso anual de conferencias, se convirtió en una constante lectora y estudiante. Haynes pasó por los grados de las escuelas públicas y luego asistió a la Academia Waltham de Louis Smith. Enseñó en una de las escuelas públicas de su ciudad natal durante casi dos años, pero su amor por estudiar fue tan fuerte que fue por un tiempo a la academia en Leicester, Massachusetts.

## Carrera

### Educadora
Después de su tiempo en la academia de Leicester, enseñó en una escuela pública durante seis años en la ciudad de Lowell, Massachusetts, y allí conoció a Margaret Foley, una cortadora de cameos. Así comenzó una amistad que continuó durante casi treinta años y terminó solo cuando Foley murió, habiéndose convertido en una prominente escultora en Roma. Posteriormente, Haynes ocupó el puesto de directora en la Academia de Chester, Nuevo Hampshire. Luego estableció un seminario para mujeres jóvenes en Rochester, Nueva York. Después de cuatro años, se vio obligada a regresar a su casa para descansar un poco.

### Bibliotecaria
Después de pasar muchos años como inválida, aceptó el puesto de bibliotecaria en la Biblioteca Pública de Waltham que se iba a establecer en la segunda planta del edificio del banco de Waltham, Teniendo toda la responsabilidad del trabajo de catalogación y organización de la biblioteca, se decía que había realizado una increíble cantidad de trabajo, para lo cual el salario no era adecuado. Después de seis años y medio de servicio, renunció a su empleo para ingresar a la escuela de Teología Universalista de la Universidad de St. Lawrence, Canton, Nueva York. Con frecuencia, mientras era bibliotecaria, trabajó como profesora.

### Ministra universalista

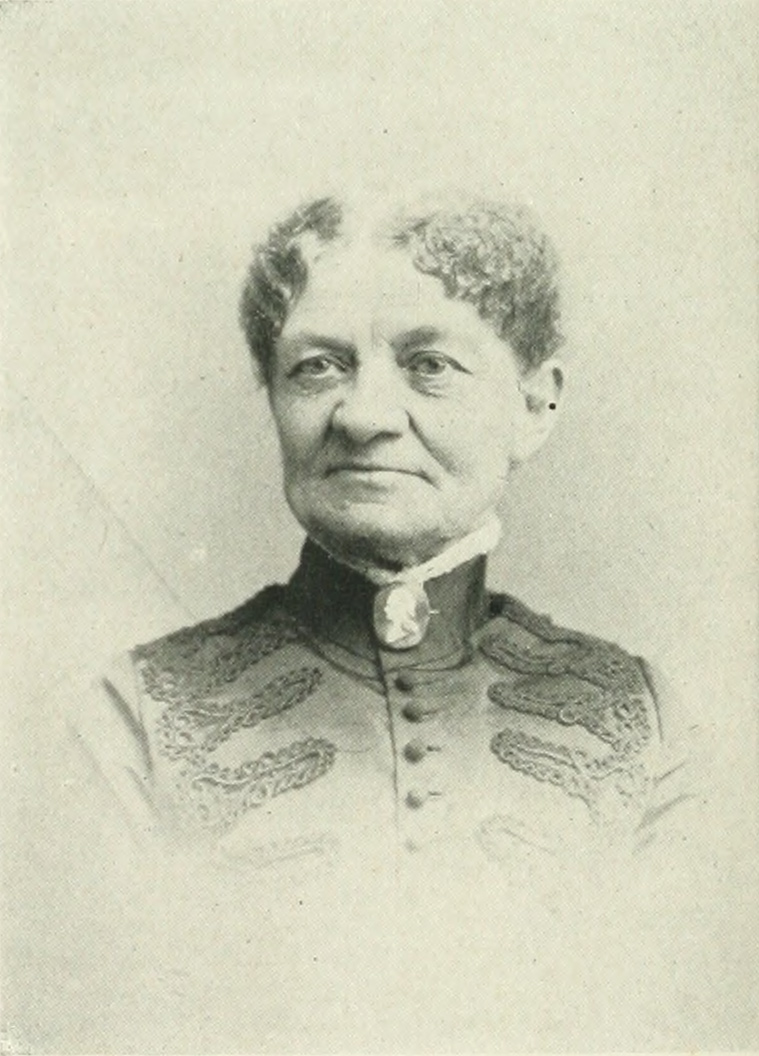
Lorenza Haynes, una "mujer del siglo"

Un año antes de salir de la biblioteca, leyó y estudió bajo la dirección de la reverenda Olympia Brown, quien le deseó de inmediato hacerse cargo de una parroquia que estaba abierta para ella; sin embargo, Haynes no estaba dispuesta a aceptar el trabajo ya que estaba menos equipada teológicamente que los jóvenes graduados. En su día, ella era la mujer de mayor edad que estudió en la Escuela Teológica de Cantón.
Dos meses antes de que terminara su curso de estudio en Canton, recibió un llamado de la Iglesia Universalista en Hallowell, Maine, para convertirse en su pastora cuando dejó Canton. Aunque nunca antes había predicado ante la sociedad, aceptó la llamada y fue ordenada allí el 10 de febrero de 1875. Ofició como capellán en la Cámara de Representantes de Maine y también en el Senado de ese estado, en Augusta, Maine. Esta fue la primera vez que una mujer actuaba en esa capacidad en ese Estado. Fue capellán por dos períodos en la Casa de los Soldados Nacionales cerca de Augusta, la primera mujer que había ocupado ese lugar, y recibió una invitación para un tercer mandato, cuando renunció a su pastorado en Hallowell por uno en Marlborough, Massachusetts.
Mientras predicaba en el último lugar, fue invitada por el Gran Ejército de la República para hacer algunos comentarios en los ejercicios del Día de los Caídos en 1876. Al año siguiente, fue invitada por unanimidad a pronunciar la oración del día. Era la primera vez que una mujer en Massachusetts ocupaba ese puesto. Haynes proporcionó servicios en parroquias en Fairfield, Maine, Rockport, Massachusetts y Skowhegan, Maine. A menudo encontraba su trabajo extremadamente arduo, especialmente durante los inviernos de Maine, predicando a veces en dos o tres lugares el mismo día. Ella montó en un trineo abierto, con el termómetro por debajo de -18 °C, para oficiar en un funeral. Dejó su parroquia en Fairfield, en 1883, para realizar una gira europea. Fue miembro y primera vicepresidenta de la Conferencia Ministerial de la Mujer.
Haynes trabajó en varias sociedades reformatorias. Siempre fue una mujer sufragista. A menudo hablaba sobre plataformas y ante comités legislativos en las Casas del Estado de Massachusetts y Maine. Durante muchos años, escribió para varias publicaciones periódicas.

## Vida personal
En 1889, se vio obligada a abandonar su último pastorado, que estaba en Skowhegan, debido al exceso de trabajo. Habiendo comprado previamente una casa en Waltham, cerca de la casa de la familia, donde residía su única hermana sobreviviente, se fue a vivir allí permanentemente en julio de 1889. Poco a poco con problemas de salud, murió el 6 de junio de 1899 en Waltham. Su sobrina, Inez Haynes Irwin, era una autora, periodista y presidenta feminista estadounidense del Gremio de Autores.